# Mary Goes Round (groupe)
Pour les articles homonymes, voir Mary Goes Round.
 (janvier 2021).
Si vous disposez d'ouvrages ou d'articles de référence ou si vous connaissez des sites web de qualité traitant du thème abordé ici, merci de compléter l'article en donnant les références utiles à sa vérifiabilité et en les liant à la section « Notes et références ».
 (janvier 2021).
Mary Goes Round est un groupe français de cold wave formé en 1986 par Jérôme Avril et Cécile Balladino. Il officie dans la mouvance Touching Pop et se fait connaître en première partie de Sonic Youth au Rex Club à Paris, sous le nom initial de « Red Light » ; ce nom est abandonné peu après le concert.

## Biographie
Mary Goes Round est un groupe français de cold wave fondé en 1986 à Paris par Jérôme Avril (chant, guitare) et Cécile Balladino (claviers). Le groupe est considéré comme un acteur important de la scène alternative française de la fin des années 1980, souvent associé au mouvement Touching Pop aux côtés de formations comme Asylum Party ou Little Nemo.
Le groupe se fait remarquer dès ses débuts en assurant la première partie de Sonic Youth au Rex Club. Après plusieurs maquettes et participations à des compilations, Mary Goes Round signe avec le label New Rose, via sa division Lively Art, spécialisée dans les musiques alternatives. Le premier mini-album, Sunset, paraît en 1989, suivi la même année de 70 Suns in the Sky.
En 1990, le groupe publie l’album Highway Planet, puis Mary in Wonderland en 1991, qui sera leur dernière production studio. Leur style musical mêle new wave, post-punk et sons électroniques, avec une atmosphère mélancolique marquée.
Le groupe cesse ses activités en 1993 après plusieurs changements de formation et une tournée nationale. Il est depuis considéré comme culte par les amateurs de cold wave et de rock alternatif français des années 1980 et 1990.

## Style et contextes
Le groupe est identifié comme une formation phare de la cold wave française et du mouvement Touching Pop, influencée par Asylum Party et Little Nemo.

## Discographie

### Albums studio
- 1989 : Sunset (Lively Art)
- 1989 : 70 Suns in the Sky (New Rose)
- 1990 : Highway Planet (New Rose)
- 1991 : Mary in Wonderland (New Rose)

### Singles / maxis
- 1989 : Mary's Garden (Lively Art)

### Rééditions
- 2007 : Way to Wonderland (Infrastition)
- 2007 : Way back home (Infrastition)